# Carlos Portinho
Carlos Francisco Portinho, conhecido como Portinho (Rio de Janeiro, 2 de julho de 1973), é um político e advogado brasileiro filiado ao Partido Liberal (PL). Atualmente é senador pelo estado do Rio de Janeiro, assumindo o mandato em novembro de 2020 após a morte do titular Arolde de Oliveira.

## Biografia
Nascido em 1973 no Rio de Janeiro, foi atleta do Flamengo até os 14 anos e aos 17 começou a se dedicar à música. Advogado formado pela Pontifícia Universidade Católica do Rio de Janeiro (PUC-Rio), Portinho iniciou a carreira na advocacia no escritório TozziniFreire Advogados. Se especializou em direito esportivo, tributário e público e deu aulas em faculdades particulares. No setor público, exerceu o cargo de secretário municipal de Habitação durante a gestão de Eduardo Paes na prefeitura do Rio de Janeiro, secretário estadual de meio ambiente na gestão de Luiz Fernando Pezão (MDB) e subsecretário municipal de habitação da gestão Marcelo Crivella (Republicanos). Antes, foi assessor parlamentar de Indio da Costa na Câmara dos Deputados, colaborando na assessoria do relatório para a Lei da Ficha Limpa.

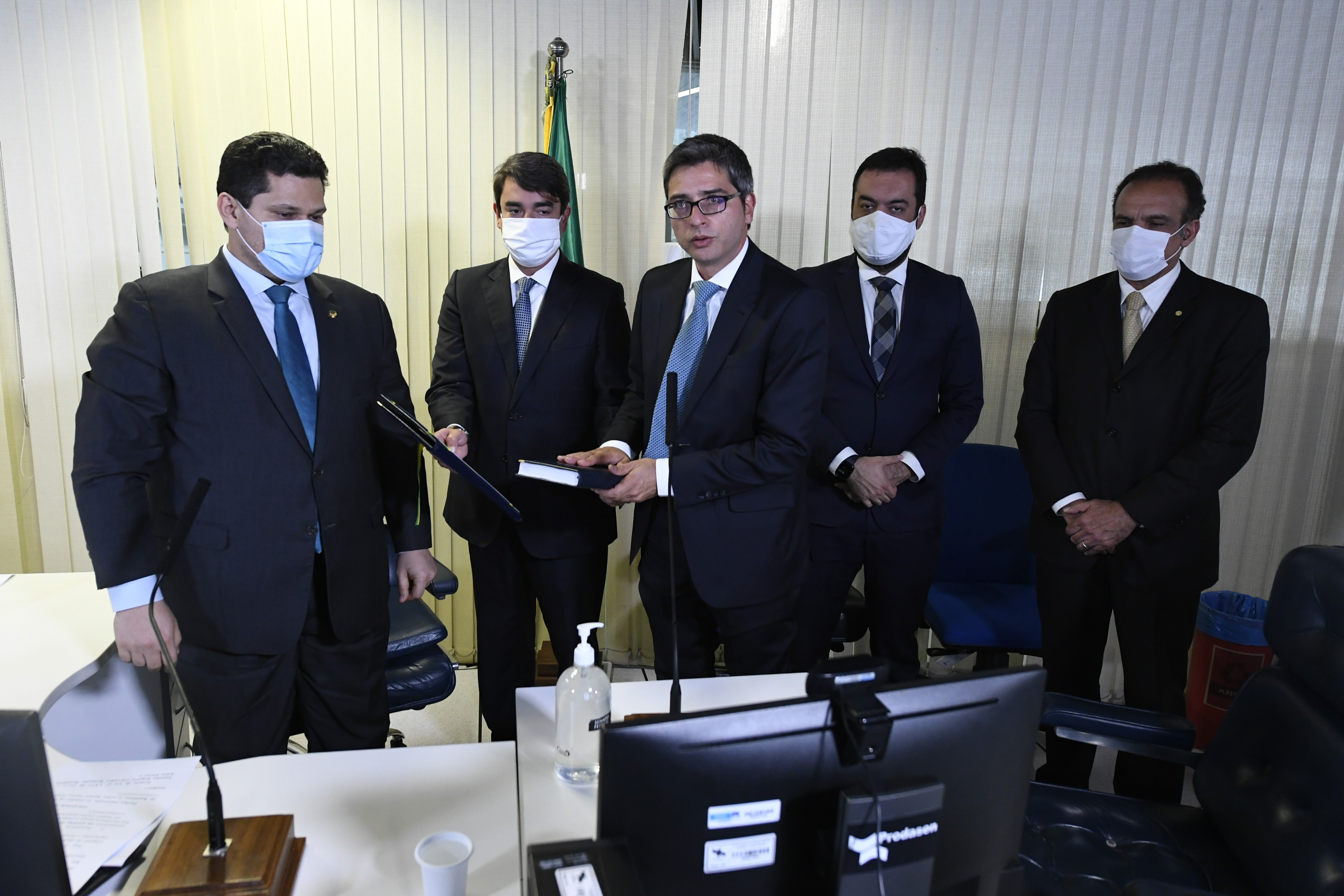
Carlos Portinho toma posse como Senador em Novembro de 2020, com a presença do governador em exercício do Rio de Janeiro, Cláudio Castro, e do presidente do Senado, Davi Alcolumbre

No setor privado, como advogado especializado em direito desportivo, foi vice-presidente jurídico do Flamengo em 2002 e atuou na defesa de outros clubes como Palmeiras, Santos, Cruzeiro, Atlético-MG e São Paulo, além de atletas como Dodô e Jobson quando estes responderam a processos na esfera esportiva por dopping.
Um dos organizadores do Partido Social Democrático (PSD) no Rio de Janeiro, Portinho se candidatou a vereador pela capital em 2016, tendo obtido pouco mais de 7 mil votos e não sendo eleito. Já em 2018, foi eleito primeiro suplente de senador na chapa de Arolde de Oliveira. Com a morte de Arolde aos 83 anos em novembro de 2020, por complicações da COVID-19, Portinho tomou posse no Senado no dia 3 de novembro de 2020. Nas eleições municipais de 2020, Portinho apoiou a chapa do candidato do PSL, Luiz Lima, no primeiro turno. Já no segundo turno, Carlos Portinho e seu partido apoiaram o candidato e ex-prefeito Eduardo Paes (DEM).
Em dezembro de 2020, Portinho deixa o PSD e se filia ao Partido Liberal (PL).
No contexto da Invasão das sedes dos três poderes do Brasil em 2023, Carlos Portinho se expressou minimizando a gravidade da invasão aos três poderes, atribuindo a responsabilidade ao governo Lula e à membros do judiciário, e pedindo a cassação do ministro Alexandre de Moraes.

## Desempenho eleitoral
| Ano  | Eleição                     | Partido | Cargo                                                 | Votos     | %      | Resultado | Ref    |
| ---- | --------------------------- | ------- | ----------------------------------------------------- | --------- | ------ | --------- | ------ |
| 2016 | Municipal do Rio de Janeiro | PSD     | Vereador                                              | 7.104     | 0,24%  | Suplente  | [ 12 ] |
| 2018 | Estaduais no Rio de Janeiro | PSD     | 1º Suplente Senador Titular: Arolde de Oliveira (PSD) | 2.382.265 | 17,06% | Eleito    | [ 13 ] |